# مصد السيارة

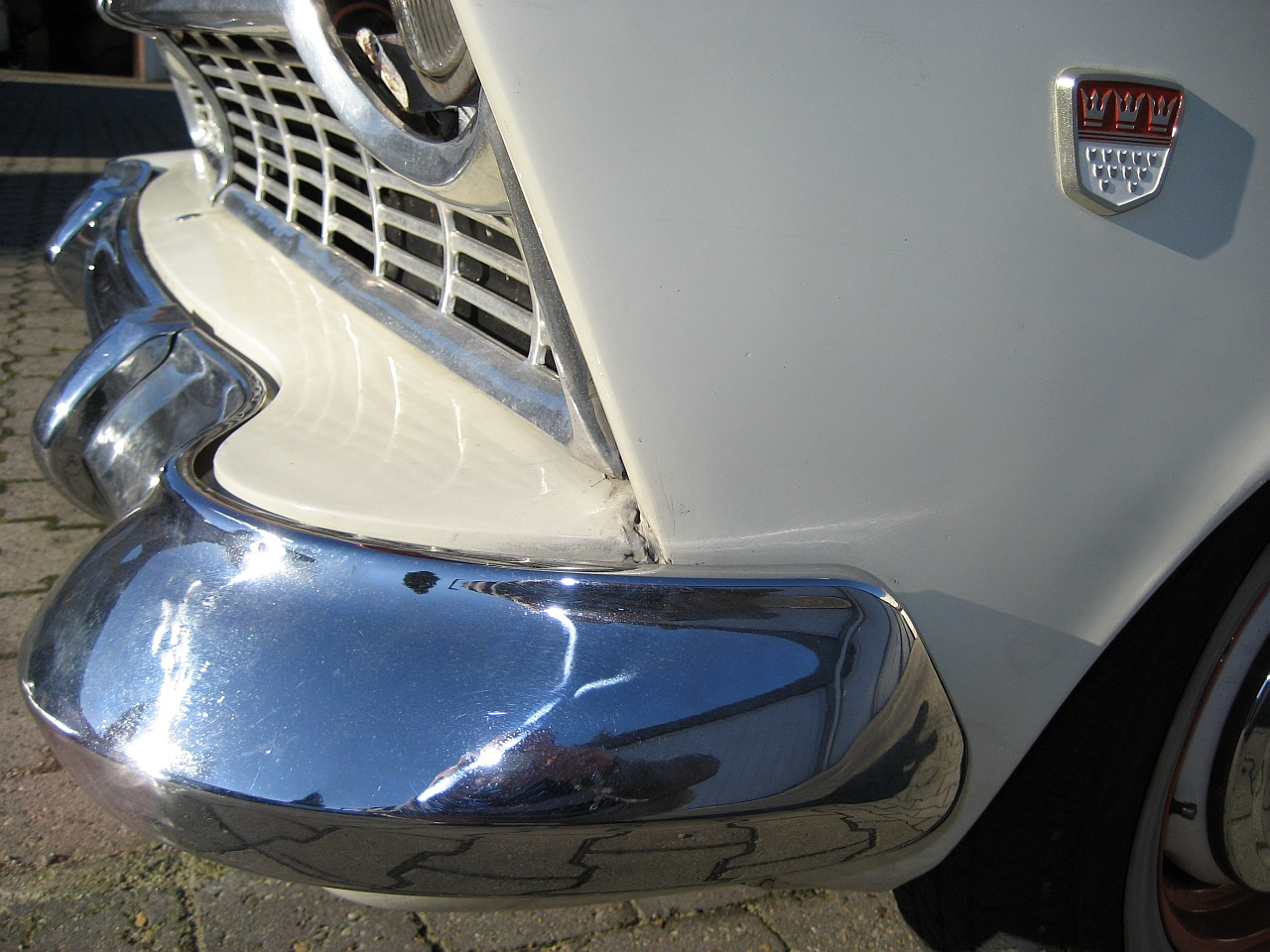
مصد سيارة فورد

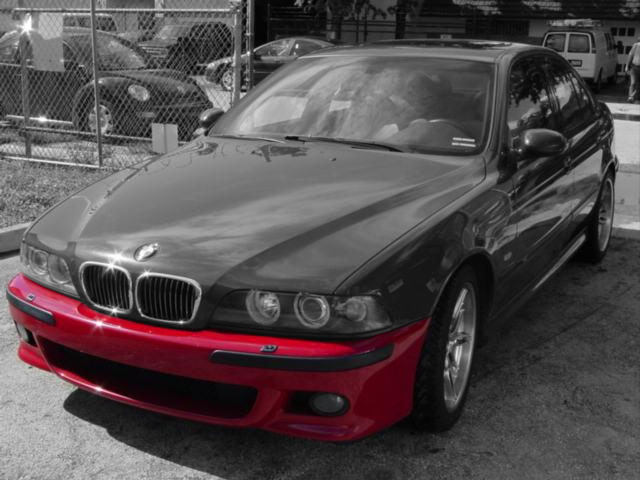
مصد سيارة BMW

مِصدّ السيارة (بالإنجليزية:Bumper) و(بالفرنسية:Pare-chocs) هو قطعة تصنع من البلاستيك أو المعدن، توضع أسفل هيكل السيارة من الأمام ومن الخلف، وهدفها هو امتصاص الصدمات في حالة اصطدام أو ارتطام السيارة بأي شيء صلب سواء صخرة أو رصيف أو ربما سيارة؛ لتقليل تأثير الصدمة على الهيكل والمحرك، اخترعه البريطاني فريديريك سيمس سنة 1901. وكان معدنيا حتى سنة 1968، وقامت شركة جنرال موتورز باستبداله بقطعة بلاستيكية لها فعالية أكبر في صد الصدمات.